# Собор Святого Станіслава (Могилів)

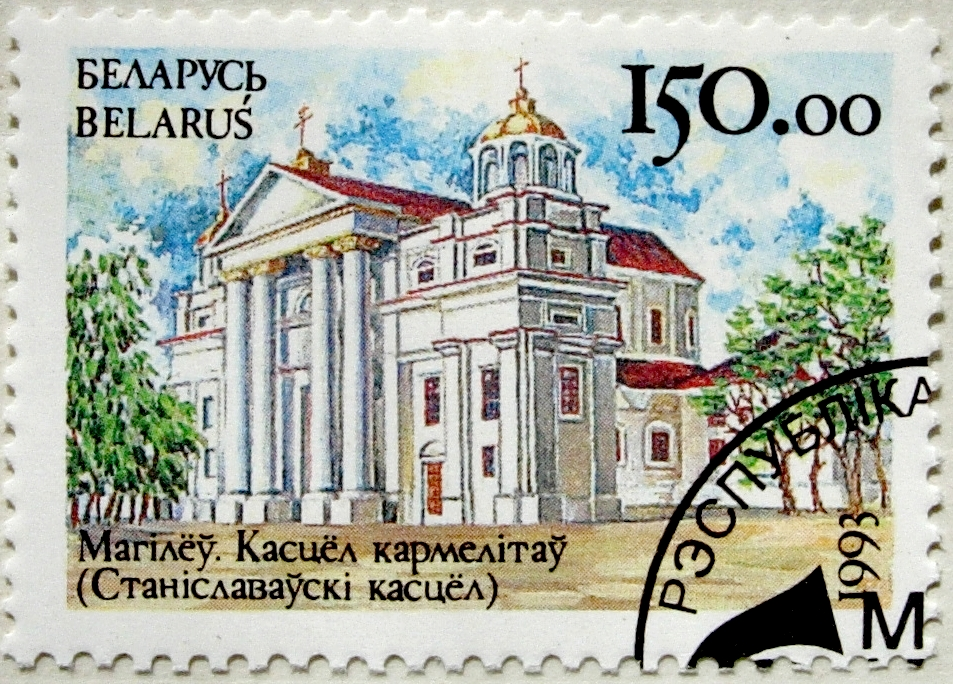
Костел кармелітів (нині св. Станіслава) на білоруській поштовій марці 1993 року випуску

Костел Святого Станіслава — відома в Білорусі пам'ятка архітектури в місті Могильов, яскравий представник стилю західноєвропейського бароко. За межами країни храм більш знаний як місце проведення міжнародного фестивалю духовної музики «Магутны Божа», основною метою якого є об'єднання християн різних конфесій.

## Історія
У другій третині XVII століття в Могилеві з'явилися ченці ордену кармелітів, завдяки якому побудували в цьому місці монастир. Будівлі зробили з дерева, тому вони легко були знищені під час великої пожежі в місті, яку вчинили за наказом царя Московії Петра Першого.
Незважаючи на лихо, що спіткало монастир, храмову споруду знову відновили. Для будівництва нового мурованого костелу використали каміння з міських будинків та печей, про що побутує навіть легенда.
Згідно переказів, шляхтич Любуш Зенкович 22 грудня 1733 року напав на місто, внаслідок чого багато мешканців померло від отриманих поранень. Розгніваний народ прагнув помсти, тому, втікаючи, Любуш сховався в капличці, що була на місці теперішнього костелу, проте це його не врятувало. Містяни схопили шляхтича, вбили та кинули у води Дніпра. Ян ІІІ Собеський, дізнавшись про цю подію, вирішує покарати людей за розправу над католиком та приймає рішення про те, що жителі Могилеві мають розібрати в місті всі кам'яні споруди для будівництва костелу. Достовірних підтверджень цьому немає, але легенда існує й досі.
1773 року костел став кафедральним і використовувався за своїм прямим призначенням.
У більшовицько-радянські часи, а саме під час Другої світової війни, 1941 року тут розташували штаб народного ополчення. В післявоєнний період храм функціонував не завжди, оскільки ксьондза, що тут проводив службу, два рази засуджували до ув'язнення. 1956 року костел закрили і відкрили в цьому приміщенні Центральний історичний архів Білоруської РСР, а з 1960 року сюди переведено Державний архів у Могилівській області.

## Оздоблення храму
У другій половині XVIII століття місцеві художники А. Главацький, Петро, Лук'ян та Григорій прикрасили храм фресками під керівництвом Петра Піотровського. На жаль, за час перебування в будівлі різноманітних установ частину розписів втрачено. Також зник в невідомому напрямку рідкісний орган з керамічними трубками. Інструментів такого типу в світі було лише чотири — окрім Могилева їх мали також Рим, Варшава та Мехіко. Але, родзинкою, як і раніше, залишаються збережені фрески на біблійні теми та бароко вість храму. 1990 року костел знову перейшов до громади, а з 1994 року, після реставрації, тут відновлено служби. Реставрацію та оновлення храмових розписів у костелі здійснював художник Алесь Пушкін. Нині деякі фрески видалено з політичних мотивів. Героями розпису виступали багато відомих білоруських політичних і церковних діячів, у тому числі опальний Зенон Позняк.

## Використані джерела
- Костел святого Станіслава в місті Могилів
- Храм Святого Станіслава